# Handstand push-up

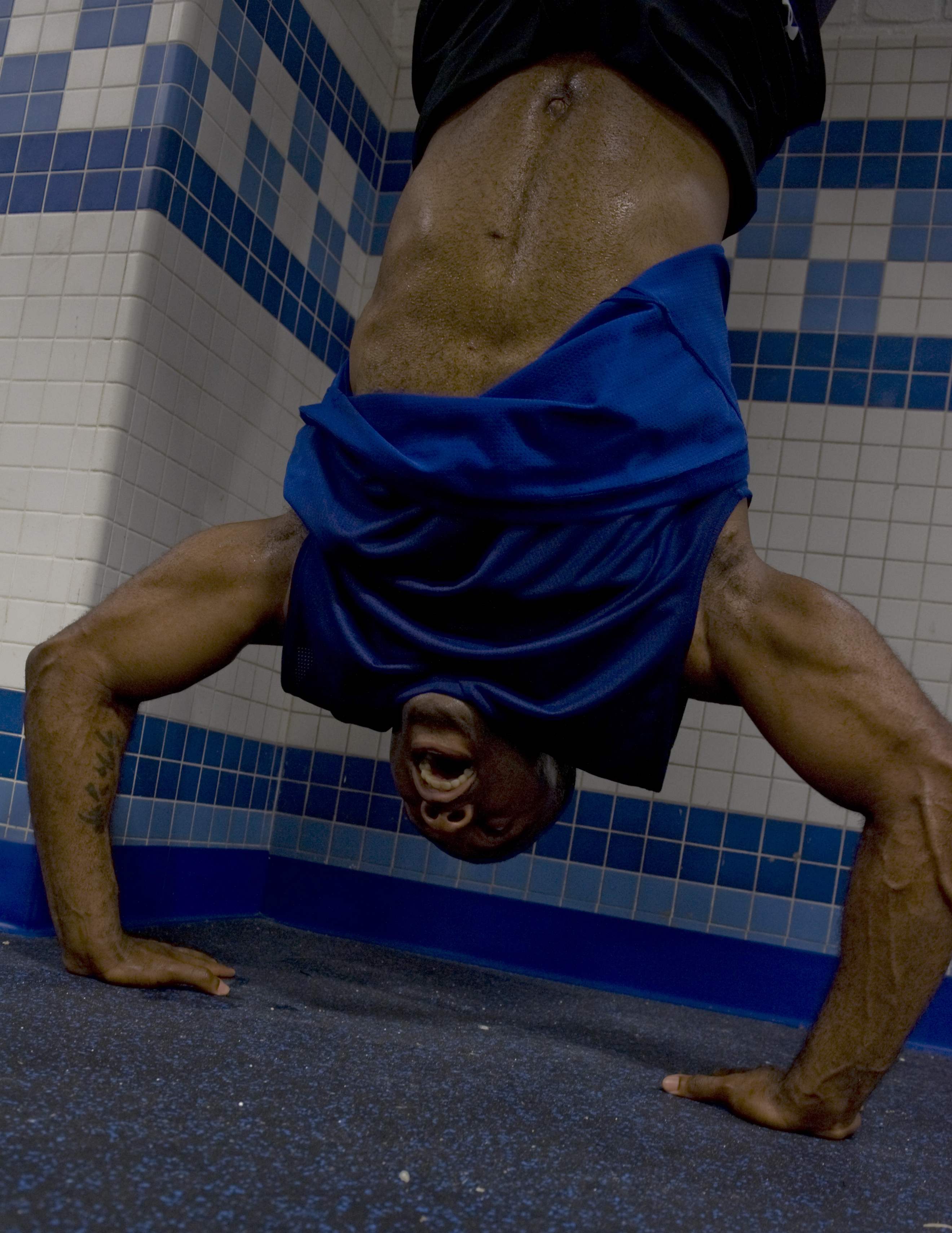
Corpo in posizione verticale durante un handstand push-up.

Per handstand push-up, chiamato anche piegamento in verticale, si intende un tipo di piegamento in cui il corpo è posizionato in verticale. In un vero e proprio handstand push-up, il corpo dovrebbe essere in posizione verticale libera, ossia senza nessun appoggio. Tuttavia, nella preparazione per allenare la forza finché non sia stato raggiunto un adeguato equilibrio, i piedi possono essere messi contro un muro, tenuti da un'altra persona o assicurati in altro modo contro la caduta. Gli handstand push-up richiedono una forza fisica significativa, e, nel caso in cui siano eseguiti in verticale libera, una notevole capacità di controllare l'equilibrio.

## Esercizi simili
L'handstand push-up può essere considerato l'equivalente a corpo libero del push press, così come l'usuale piegamento è l'equivalente della panca piana.

## Muscoli
Gli handstand push-up producono nei tricipiti uno sforzo significativamente superiore rispetto agli usuali piegamenti, dal momento in cui le braccia devono tenere quasi il 100% del peso corporeo, contrariamente ai piegamenti, in cui, in media, devono sostenere fra il 60 e il 70% del peso. Inoltre, il carico è spostato dai muscoli pettorali (muscolo grande pettorale e muscolo piccolo pettorale) ai muscoli deltoidi, dato che le spalle sono esercitate in abduzione ruotando verso l'esterno, rispetto al movimento trasverso dei piegamenti.
Negli handstand push-up in verticale libera, i muscoli centrali e delle mani sono entrambi usati per tenere il corpo in equilibrio. Questo li rende un esercizio più pesante per i muscoli anteriori, centrali e delle gambe rispetto agli usuali piegamenti.

## Allenamento

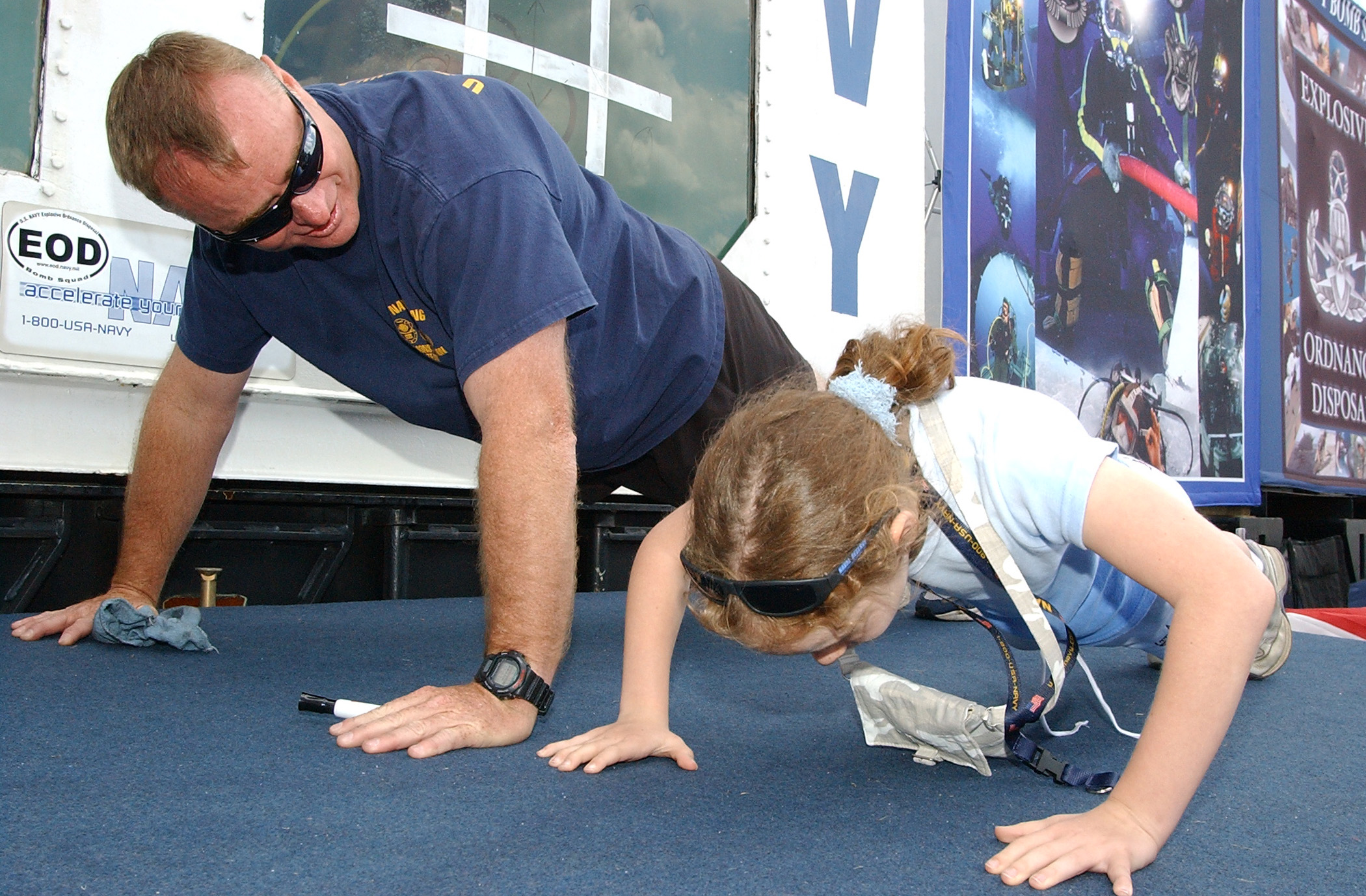
Mentre i normali piegamenti richiedono un livello base di preparazione atletica, gli handstand push-up sono fra gli esercizi a corpo libero più complicati.

Data la difficoltà dell'esercizio, solitamente si comincia con movimenti simili, ma più semplici. Metodi di preparazione senza attrezzi consistono, per esempio, nel tenere una posizione verticale statica, effettuare un movimento ridotto, o svolgere solo la parte eccentrica del movimento. La preparazione con il sollevamento pesi, in particolare con il push press, è spesso utilizzata per rinforzare i muscoli coinvolti, specialmente per coloro che non sono in grado di tenere l'equilibrio o che non hanno la forza necessaria per tenere il peso corporeo con le mani. Quando si è in grado di sollevare in push press il peso corporeo, si è sviluppata forza sufficiente per fare un handstand push-up, e ciò che rimane da fare è imparare a tenere l'equilibrio ed esercitarsi in posizione verticale.

## Modifiche
L'intervallo di estensione del movimento dell'handstand push-up può essere aumentato mettendo le mani su oggetti in posizione più elevata rispetto al pavimento, come scatole, sedie, parallele, o, ancora, anelli. Questo permette alla testa di essere a un livello più basso rispetto ai palmi delle mani, aumentando enormemente la difficoltà del movimento. La difficoltà può essere aumentata anche attraverso l'utilizzo di una resistenza, ad esempio attaccando al torso dei pesi.

## Rischi
Bisogna fare attenzione a non tenere il corpo sospeso in posizione verticale per lunghi periodi di tempo, dal momento in cui il corpo umano non è strutturato per forzare il ritorno del sangue dalla testa, dato che, normalmente, questo compito è svolto dalla gravità. Sebbene brevi periodi di tempo in posizione verticale non siano stati dimostrati dannosi, persone con problemi fisici preesistenti possono peggiorare la loro condizione o incorrere, ad esempio, nel rischio di ictus ed edemi polmonari.